# 恶魔世界
《恶魔世界》是任天堂开发，并于自家红白机发行的迷宫电子游戏。游戏于1984年在日本发行，1987年在欧洲发行，游戏后来再版于Wii、任天堂3DS和Wii U的Virtual Console。游戏玩法类似于《吃豆人》。《恶魔世界》曾經成为宫本茂所设计唯一未在北美发行的游戏，原因是任天堂北美当时对宗教审查严厉，故游戏未在北美发售，睽違30多年後在任天堂Switch Online服務平台才終於在北美首次推出。

## 外部連結
- 红白机40周年纪念活动网站上的《恶魔世界 （页面存档备份，存于）》（日語）